# Arasanahalli, Malur
Arasanahalli là một làng thuộc tehsil Malur, huyện Kolar, bang Karnataka, Ấn Độ.